# Stol (berg)
De Stol (Duits: Hochstuhl) is een berg op de grens tussen Karinthië (Oostenrijk) en Slovenië, met een hoogte van 2237 m boven de zeespiegel en het hoogste punt van de Karawanken in de Oostelijke Alpen. De scherpe noordelijke hellingen vormen een imposante kop boven het Karinthische Bärental bij Klagenfurt (Sloveens:Celôvec - sinds 2007 voluit Klagenfurt am Wörthersee ofwel Celôvec ób Vŕbskem jézeru)

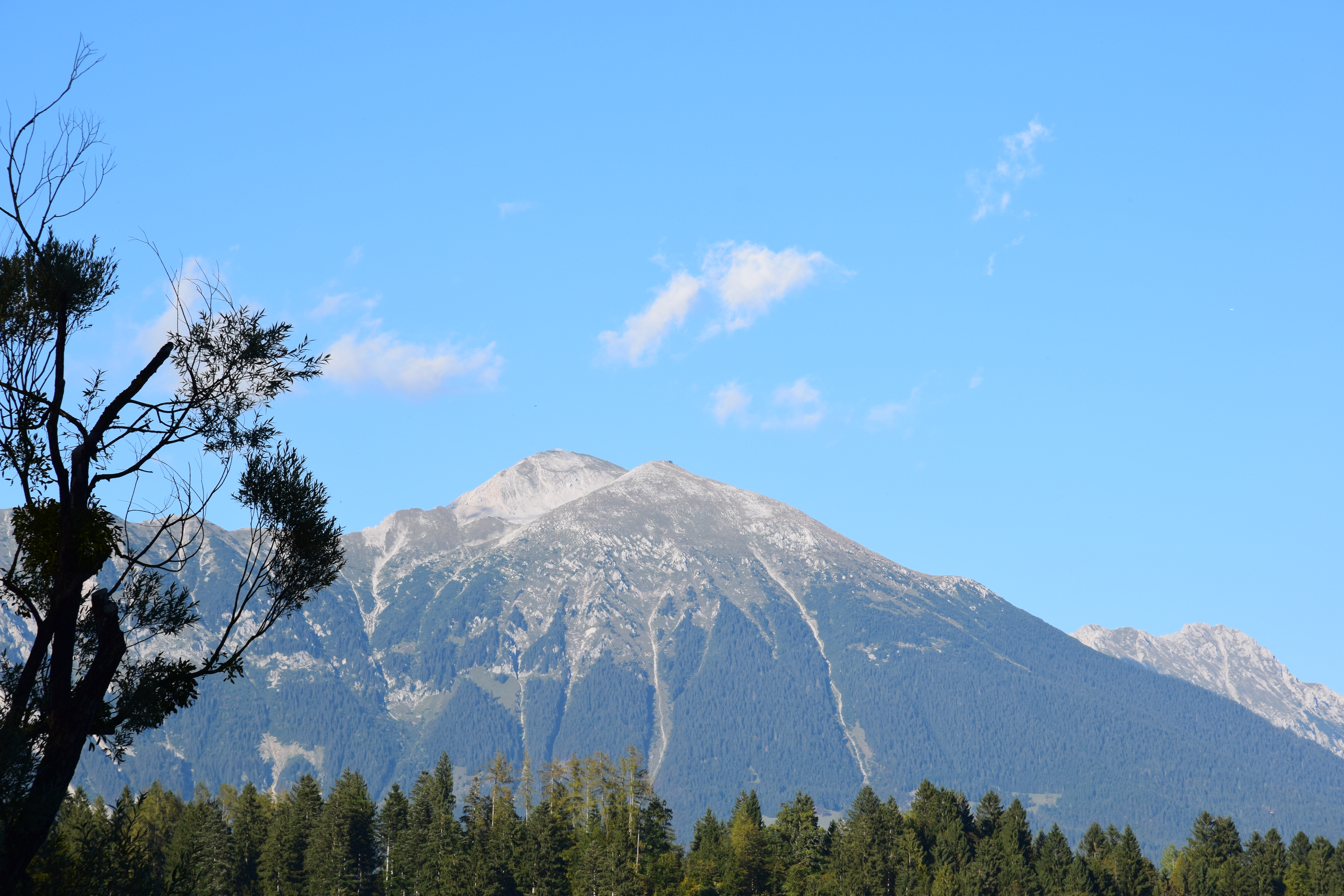

De naam van de berg is ontleend aan de vorm: gezien vanuit het oosten lijkt de berg op een stoel. De Duitse naam werd geïntroduceerd als vertaling van de Sloveense naam, door Ludwig Jahne in de eerste zogehetenKarawankenführer in 1882 op "suggestie van meerdere Karinthische Alpenvrienden".
De berg bevindt zich op het grondgebied van de gemeenten Feistritz im Rosental aan de Oostenrijkse kant en Žirovnica aan de Sloveense kant. De grens loopt over de top langs de Drava-Sava-waterscheiding en is daar gemarkeerd met de grenssteen XXV / 135. Direct voor de hoofdtop in het zuiden ligt de Mali Stol (Kleine Stuhl), 2172 m, met uitzcht op het Gorenjka-dal, het stadje Bled, het Meer van Bled en de Julische Alpen met de Triglav. De berg van Dachsteinkalk breekt aan de noordzijde af met een 500 meter hoge wand in de grote Hochstuhlkar. De noordelijke wand is zwaar gegroefd, brokkelig en verdeeld met ontelbare geulen en kloven. Aan de zuidelijke kant heeft de berg relatief minder steile weidehellingen met een betrekkelijk makkelijk wandelpad naar de beide toppen.
De eerste toeristische bestijging aan de noordelijke zijde vond plaats op 17 augustus 1794 door de Oostenrijkse natuurwetenschapper Franz von Hohenwart op uitnodiging van Sigmund Zois von Edelstein. Een gedetailleerd klimverslag werd in 1838 gepubliceerd. De eerste beklimming van de noordwand werd ongeveer 100 jaar later gemaakt door de alpinisten Karl Greenitz en Roderich Kaltenbrunner op 9 september 1906.